# Dani Ojeda
Daniel Ojeda Saranova (Las Palmas de Gran Canaria, 3 dicembre 1994) è un calciatore spagnolo, attaccante dell'Huesca.

## Caratteristiche tecniche
È un'ala sinistra.

## Carriera
Ha esordito in Primera División il 20 agosto 2018 disputando con il Leganés l'incontro perso 2-1 contro l'Athletic Bilbao.